# شهرستان کنوشا (ویسکانسین)
شهرستان کنوشا، ویسکانسین (به انگلیسی: Kenosha County, Wisconsin) یک سکونتگاه مسکونی در ایالات متحده آمریکا است که در ویسکانسین واقع شده‌است.

## خصوصیات
شهرستان کنوشا ۱٬۹۵۲٫۸۶ کیلومترمربع مساحت دارد.